# Нявкун вохристоволий
Нявкун вохристоволий (Ailuroedus stonii) — вид горобцеподібних птахів родини наметникових (Ptilonorhynchidae). До 2016 року вважався підвидом нявкуна білогорлого (Ailuroedus buccoides).

## Поширення
Вид поширений на півдні Нової Гвінеї. Мешкає в тропічних та субтропічних низовинних лісах.

## Опис
Птах завдовжки 25 см, вагою 100—175 г. Це птахи з масивною і пухкою зовнішністю, з маленькою та округлою головою, міцним конічним дзьобом, злегка зігнутим донизу, витягнутими і міцними ногами, довгими крилами і досить довгим, тонким і прямокутним хвостом. Спина, крила, хвіст темно-зеленого кольору. Махові пера з коричневими кінчиками. Кінчики хвоста сині. Верх голови червоно-коричневий. Область між дзьобом, очима і вухами, щоками і горлом білі, з поодинокі темними цятками. Груди та черево вохристі з чорними крапками. Дзьоб кольору слонової кістки, ноги синювато-сірі, а очі темно-червоні.

## Спосіб життя
Трапляється парами або невеликими сімейними групами. Територіальний вид, активно захищає свою територію від інших птахів свого виду. Поклик нявкуна чорнощокого нагадує жалібне нявкання кота або крик немовляти. Живиться фруктами (переважно інжиром), ягодами, насінням, бруньками, квітами, а також комахами, дрібними безхребетними та жабами.
Про репродуктивні звички немає даних, але вони, ймовірно, не відрізняються від нявкуна білогорлого.

## Підвиди
- Ailuroedus stonii stonii Sharpe, 1876: східна частина ареалу східніше річки Пурарі;
- Ailuroedus stonii cinnamomeus Mees, 1964: решта частина ареалу.